# Kirchenkreis Kaufungen
Der Kirchenkreis Kaufungen ist ein Kirchenkreis der Evangelischen Kirche von Kurhessen-Waldeck (EKKW) im Sprengel Kassel. In den 35 Gemeinden des Kirchenkreises leben 68.400 evangelische Christinnen und Christen. Leiter i. V. des Kirchenkreises sind Pfarrer Gottfried Bormuth und Pfarrer Gerd Bechtel. Sitz des Kirchenkreises ist Kaufungen.

## Geschichte
Der Kirchenkreis geht in seiner jetzigen Gestalt auf das Jahr 2010 zurück, als zum 1. Januar der damalige Kirchenkreis Kaufungen und der damalige Kirchenkreis Kassel-Land zum jetzigen Kirchenkreis Kaufungen vereint wurden. Beide Kirchenkreise waren erst zum 1. Januar 1983 durch die Teilung des alten Kirchenkreises Kassel-Land entstanden, der 1924 als Kirchenkreis Kassel II durch Vereinigung der seit dem 16. Jahrhundert bestehenden Pfarreiklassen Ahna, Bauna / Wilhelmshöhe und Kassel-(Unter-) Neustadt / Kaufungen gegründet worden war.

## Gemeinden
Der Kirchenkreis erstreckt sich über die politischen Gemeinden Ahnatal, Vellmar, Fuldatal, Schauenburg, Baunatal, Fuldabrück, Lohfelden, Söhrewald, Kaufungen, Niestetal und Helsa.

## Lage
Der Kirchenkreis Kaufungen umschließt den Stadtkirchenkreis Kassel, grenzt im Norden und Westen an den Kirchenkreis Hofgeismar-Wolfhagen, im Süden an den Kirchenkreis Schwalm-Eder und im Osten an den Kirchenkreis Werra-Meißner. Im Nordosten grenzt er an die Evangelisch-lutherische Landeskirche Hannovers, zu der auch der hessische Ort Nieste zählt.